# The Dangerous Lives of Altar Boys
The Dangerous Lives of Altar Boys is een film uit 2002 onder regie van Peter Care. De film is gebaseerd op het boek van Chris Fuhrman.

## Verhaal
Een groep rebelse tieners zit op een katholieke school. Ze worden betrapt door de lerares wanneer ze bezig zijn met het creëren van een obsceen stripverhaal. Ze besluiten wraak te nemen door de school te terroriseren. Maar niet alles loopt zoals gepland.

## Rolverdeling
| Acteur            | Personage        |
| ----------------- | ---------------- |
| Emile Hirsch      | Francis Doyle    |
| Kieran Culkin     | Tim Sullivan     |
| Jena Malone       | Margie Flynn     |
| Vincent D'Onofrio | Priester Casey   |
| Jake Richardson   | Wade Scalisi     |
| Tyler Long        | Joey Anderson    |
| Jodie Foster      | Mevrouw Assumpta |